# Государственный архив Калининградской области
Государственный архив Калининградской области — государственное бюджетное учреждение, хранилище документального наследия по истории области со средних веков по настоящее время.

## Краткая характеристика материалов и деятельности архива
Областной архив был учреждён 11 июля 1949 г. Его фонды и коллекции состоят из документов досоветского, советского и постсоветского времени. Материалы до 1945 г. насчитывают 31 фонд (35 описей, 2035 ед. хр.) и представляют собою остатки документации органов власти и управления, различных предприятий, учреждений и организаций бывшей провинции Восточная Пруссия. Часть из них целенаправленно собиралась советскими властями в Кёнигсберге и других местах, некоторые являются случайными находками, переданными после войны на государственное хранение. Это в основном документы XIX–XX вв. После поступления в архив они около 40 лет находились на закрытом хранении и были недоступны для учёных. Лишь с 1990-х гг. они стали постепенно возвращаться в научный оборот.
Основная же часть фондов архива отражает становление и развитие Калининградской области: функционирование партийных и государственных органов, процесс заселения края, работу хозяйственных, культурных, общественных, религиозных организаций, связи области с другими регионами СССР и России, а также с зарубежными странами. Архив располагает также рядом фондов личного происхождения.
Начиная с 1990-х гг. руководством архива были предприняты усилия по пополнению его фондов путём заказа копий с документов из российских архивов, освещающих историю края до и после 1945 г. Они образовали так называемый фонд пользования. К середине 2010-х гг. в нём были сосредоточены копии документов за период с 1453 по 2011 г., а содержащиеся в них сведения охватывали период с 1255 по 2011 г. Предполагается, что имеющиеся в фонде пользования копии документов отчасти восполнят информационные пробелы по истории Восточной Пруссии и Калининградской области, а также дадут возможность исследователям работать с этими материалами, не выезжая за пределы региона. Осуществляется также обмен информацией с польскими коллегами (Государственным архивом в Ольштыне, где хранится часть документального наследия бывшей Восточной Пруссии).
Ещё в советское время архив опубликовал ряд материалов, отражающих становление молодой Калининградской области. Впоследствии, по мере рассекречивания фондов, эта практика продолжилась. Кроме того, с 1998 г. архив выпускает ценный сборник «Калининградские архивы», который стал первым регулярным публикаторским и одновременно историко-краеведческим изданием области.

## Здания архива
До войны в городе находился Прусский государственный архив (Preußisches Staatsarchiv Königsberg), который располагался в здании, специально возведённом для него в 1929—1930 гг. Эта постройка уцелела, но сегодня её занимает Калининградская областная научная библиотека.
В первые годы своего существования архив не имел собственного здания. Вместе с архивным отделом управления Министерства внутренних дел по Калининградской области он размещался в трёх комнатах полуподвального помещения одного из зданий на Советском проспекте. В одной из них теснились инспекторская группа архивного отдела и сотрудники облгосархива в количестве 6 человек. В таких условиях приходилось работать до 1963 г., когда архивная служба разместилась в д. 31 по ул. Комсомольской. Однако проблема хранения документов не была решена, что негативно сказывалось на комплектовании архива. Наконец, в 1976 г. облгосархив переехал в новое здание, четыре этажа которого площадью 507 кв. м предназначались под хранилища.

## Руководители архива
Руководители архива с 1949 г. по настоящее время:

### История и фонды архива в целом
- Фонды Государственного архива Калининградской области. Краткий справочник / Подг. Н. Е. Макаренко и И. Е. Криворуцкая. Калининград, 1978.
- Путеводитель по фондам Государственного архива Калининградской области / Сост. О. С. Беспалова, Н. А. Шадрина; Под ред. В. Н. Маслова, А. Н. Федоровой, И. Е. Криворуцкой. Калининград, 2004.
- Сергеева В. В. Хранитель истории // Калининградские архивы. Вып. 3. 2001. С. 26–33.
- Ротар В. Н. 60 лет архивной службе Калининградской области // Калининградские архивы. № 8. 2008. С. 5–19.
- Соколовский Ф. Из истории сотрудничества Калининградского и Ольштынского архивов // Калининградские архивы. Вып. 1. 1998.С. 11–13.
- Историческая наука и архивы Калининградской области на рубеже веков. [Материалы «круглого стола» историков и архивистов Калининградской области, 25 мая 2001 г.] / Публ. подгот. О. С. Беспалова // Калининградские архивы. Вып. 4. 2003. С. 5–20.
- История Калининградской области в документальных издательских проектах: состояние и перспективы [Материалы «круглого стола» историков и архивистов Калининградской области, 24 апреля 2006 г.] / Публ. подгот. В.Н. Ротар // Калининградские архивы. Вып. 7. 2007. С. 248–254.
- Маслов В. Н. Публикация источников историко-краеведческих исследований в сборнике «Калининградские архивы»: итоги и перспективы // Библиография. Археография. Источниковедение. Сборник статей и материалов. Вып. 3 / Ред.-сост. А. И. Раздорский, Д. Н. Шилов. СПб., 2017. С. 77–84.

### Обзоры досоветских фондов архива
- Йениг Б. Прусские фонды в Государственном архиве Калининградской области / Пер. с нем. // Калининградские архивы. Вып. 3. 2001. С. 52–63.
- Маттес Э. Государственный архив Калининградской области. Впечатления и мысли исследователя / Пер. с нем. // Калининградские архивы. Вып. 3. 2001. С. 71–75.
- Фёдорова А. Н. Фонд «Королевский университет Альбрехта» в государственном архиве Калининградской области // Калининградские архивы. Вып. 1. 1998. С. 144–151.
- Овсянов А. П. Кёнигсберг – Калининград в документах закрытых фондов архива // Калининградские архивы. Вып. 1. 1998. С. 34–36.

### Фонды архива после 1945 г.
- Беспалова О.С. Использование архивных документов и создание научно-справочного аппарата Государственного архива Калининградской области // Калининградские архивы. Вып. 6. 2004. С. 23–30.
- Васьковская Л.И. Фонд пользования Государственного архива Калининградской области (копии документов из российских архивов и организаций): история создания, состав, особенности // Калининградские архивы. Вып. 13. 2016. С. 5–15.

### Сборники документов, изданные по материалам архива
- Самая западная. Сб. документов и материалов о становлении и развитии Калининградской области / Гл. ред. В.С. Исупов. Вып. 1–3. Калининград, 1980–2002.
- В начале нового пути. Документы и материалы о развитии Калининградской области в годы деятельности чрезвычайных органов управления, (апрель 1945 - июнь 1947). Калининград, 2004.
- Летопись Калининградской области. Т. 1. 1945–1976. Т. 2. 1977–2005. Калининград, 2005.
- Восточная Пруссия глазами советских переселенцев : первые годы Калининградской области в воспоминаниях и документах / Подг. Ю. В. Костяшов, С. П. Гальцова, А. Н. Гедима и др. Под ред. Ю. В. Костяшова. 3-е изд., доп. и испр. Калининград, 2018.